# ジークフリート牧歌
『ジークフリート牧歌』（ドイツ語: Siegfried-Idyll）は、リヒャルト・ワーグナーの器楽曲。室内オーケストラのための作品で、音詩もしくは一種の交響詩と見なされるが、特定の筋書きや情景が意図されているわけではない。

## 概要
1870年に、妻コジマ・ワーグナーへの誕生日およびクリスマスの贈り物として準備された。同年12月25日に、スイス・ルツェルン州トリプシェンの自宅（現在、リヒャルト・ワーグナー博物館となっている）で非公開初演が行われ、事前に作品の存在を知らされていなかったコジマをいたく感激させた。本作品はまた、前年（1869年）に息子ジークフリートを産んでくれたコジマに、ねぎらいと感謝を示す音楽でもあった。
ワーグナー夫妻の私的な団欒の音楽だったため、とりわけコジマは出版を渋ったが、1878年に出版されるとたちまち人気を呼び、オーケストラの標準的なレパートリーに含まれるようになって、ワーグナー家の家計をある程度まで潤した。
原題は『誕生日の交響的な祝賀として彼女のリヒャルトが彼のコジマに贈る、フィーディーの鳥の歌とオレンジ色の日の出をともなうトリプシェン牧歌』（独: Tribschener Idyll mit Fidi-Vogelgesang und Orange-Sonnenaufgang, als Symphonischer Geburtstagsgruss. Seiner Cosima dargebracht von Ihrem Richard）であった。フィーディーはジークフリートの愛称であり、鳥の歌や日の出はワーグナー夫妻にとって私的な意味のあるエピソードだったらしい。
ワーグナーの楽劇『ジークフリート』は、1876年まで初演されていなかったが、それと共通する素材が『ジークフリート牧歌』の中に含まれている。以前には、楽劇に使うつもりであった素材が本作品にも利用されただけのことと見なされていたが、現在ではまったくの正反対であることが分かっている。ワーグナーは、未完成の室内楽曲から旋律素材を『牧歌』に用い、その後さらに楽劇の中で、ジークフリートとブリュンヒルデの愛の場面にも転用したというわけである。
作品はホ長調により、大まかにソナタ形式を踏まえながら、自由にいくつかのエピソードが挿入されて構成される。

## 非公開初演の様子
1870年12月25日の早朝、弟子のハンス・リヒターが事前にチューリッヒのオーケストラから選んだ楽人たちは、ワーグナー邸に到着した後、台所でチューニングを行い、コジマの寝室脇の曲がり階段に音を立てないように譜面台を並べて準備を始めた。ワーグナー自身は指揮のため階段頂上に陣取り、楽人たちは階段上に順番に席を占めたが、最後尾のチェロとコントラバスは曲がり階段のためワーグナーからは見えない状況だった。また、リヒターはヴィオラとトランペットを掛け持ちで演奏することになっていた（トランペットの出番は10数小節しかなく、ヴィオラはもう1人奏者がいた）。このため、彼はワーグナーから楽譜をもらった12月4日から毎日、軍楽隊から楽器を借りて兵舎で練習を行った。
演奏は午前7時30分から始まり、コジマが大変驚いた上にさらに感激したことは前述の通りで、演奏はその日のうちに数回繰り返された。また、オーケストラが階段上にいたため、長女イゾルデ（当時5歳）と次女エーファ（当時3歳）はこの曲を「階段の音楽」と呼んだ。演奏の出来は完璧だったとのことである。なお、リヒターは楽人選抜のためにコジマの目を盗んで時々チューリヒへ行ったり、人気のない兵舎へトランペットの練習に行ったりしていたため、一時コジマから品行を疑われていたが、この日真実が明らかになったことでコジマの信用を取り戻した。

## 編成
管楽器はほとんどの楽器が1本ずつの8パートで、若干拡張されてはいるものの実質的に1管編成といえる小編成である。さらに弦楽器は分割（ディヴィジ）がなく各パート1人ずつでも演奏できるなど、十三重奏の室内楽として演奏可能なほどにコンパクトに作曲されており、前述のエピソードからも初演時はこれに近い少人数で演奏されたことがうかがわれる。この小規模な編成は、後世のシェーンベルクの室内交響曲やヴェーベルンの交響曲の元となった。
フルート、オーボエ、クラリネット2、ファゴット、ホルン2、トランペット、弦五部

## 演奏時間
約21分。

## その他
作曲者リヒャルトの息子であり、本作のタイトルにもなっているジークフリート・ワーグナー本人が、1927年にロンドン交響楽団を指揮した際の録音が現存している。